# Aymon de Savoie (évêque de Sion)
Pour les articles homonymes, voir Aymon de Savoie (homonymie).
Aymon de Savoie, né au début du XIe siècle et mort le 13 juillet 1054, est un ecclésiastique savoyard, issu de la dynastie des Humbertiens, qui fut prince-évêque de Sion probablement de 1034 à 1054.

## Biographie

### Origines
Il « semble confirmé » qu'Aymon ou Aimon (Aimo) soit le fils du comte Humbert († v. 1042), premier membre mentionné des Humbertiens à l'origine de la maison de Savoie, seigneur en Maurienne, Val d'Aoste, Savoie Propre, Chablais et Valais, et de sa femme Ancilie / Auxilia / Auxiliende, considérée comme la sœur d'Ulric le Riche († av. 1052),.
Il est mentionné pour la première fois le octobre 1034,.
Troisième fils du comte Humbert, Aymon est destiné comme son second frère Bouchard ou Burckard ou Buchard à l'état ecclésiastique. Ce dernier est fait coadjuteur puis évêque d'Aoste, prévôt de Saint-Maurice d'Agaune et archevêque de Lyon,. L'aîné, Amédée Ier succède à leur père, jusqu'à sa mort vers 1051/1060, où leur frère cadet, Othon Ier hérite des titres et biens.

### Carrière ecclésiastique
Aymon est élu évêque de Sion vers 1034 (acte de consécration et de dotation de l'église de Nax),,. Les évêques de Sion sont princes d'Empire, possèdent les pouvoirs spirituel et temporel sur leur diocèse et sont titrés préfet et comte du Valais (praefectus et comes). Le placement d'Aymon à la tête de l'évêché indique de l'influence des Humbertiens en Valais et sur l'Abbaye territoriale de Saint-Maurice d'Agaune. Son père était l'avoué et prieur laïc de l'abbaye,. Son frère, Buchard, est d'ailleurs prieur du couvent et Aymon semble lui succéder comme prévôt vers 1046, puis abbé en 1049/1050,,.
Durant cette période, en 1049, le pape Léon IX soustrait l'abbaye de Saint-Maurice au pouvoir de l'évêque de Sion. C'est dans ce contexte que l'évêque de Sion devient vassal des Humbertiens.
Lors du décès de leur frère Amédée, vers 1051, Buchard et Aymon sont écartés de la succession au profit de Othon.
L'abbé fribourgeois Jean Gremaud, dans ses Documents relatifs à l'histoire du Vallais (1875-1898), mentionne une donation d'Orsières (Valais) détenu par le comte Ulric, à l'évêque. L'évêque fait don de l'église d'Orsières avec d'autres possessions au Chapitre le 12 juin 1052, d'après le Régeste genevois. Le comte Ulrich est considéré comme un parent de l'évêque Aymon, peut être un beau-frère du comte Humbert.

### Mort et succession
Aymon meurt au « III des ides de juillet » (Nécrologe de l'église de Sion), soit le 13 juillet 1054.
Ermenfroi, dont certains auteurs en font un neveu d'Aymon, mais sans qu'il n'existe des sources, monte à sa suite sur le siège épiscopal de Sion.